# ولادیمیر کوروتکوف (تنیس‌باز)
 ولادیمیر کوروتکوف (انگلیسی: Vladimir Korotkov؛ زادهٔ ۲۳ آوریل ۱۹۴۸) یک تنیس‌باز اهل اتحاد جماهیر شوروی سوسیالیستی است.